# José Kobori
José Kobori é um investidor, escritor, professor universitário, palestrante, consultor, empresário e empreendedor brasileiro. É referência em Finanças, Fusões e Aquisições (M&A). Antes de criar a JK Global Partners trabalhou no Banco América do Sul e na Xerox do Brasil. Foi professor de finanças do MBA IBMEC por 10 anos.

## Educação
Em 2006 José Kobori iniciou curso de graduação em Gestão de Marketing pela UNICESP, concluindo em 2007. Também em 2007 conclui curso de Especialista em Finanças Empresarial e Administração Financeira de Empresas pela FGV. Em 2008 conclui o MBA em Finanças pelo IBMEC e em 2018 o curso de Conselheiro de Empresas pela Fundação Dom Cabral.[carece de fontes?]

## Carreira Profissional
José Kobori começa a trabalhar ainda cedo, aos 12 anos já trabalhava consertando brinquedos e aos 15 anos começa a trabalhar no Banco América do Sul. Aos 19 anos entra para o esquadrão de busca e salvamento da Força Aérea Brasileira. Aos 21 vai trabalhar no Japão como operário em uma empresa do grupo Mitsubishi. Aos 23 anos volta ao Brasil e começa a trabalhar na Xerox do Brasil, onde após dois anos se torna executivo de vendas. Fica na Xerox do Brasil por 13 anos onde ocupa cargos como Gerente de Vendas, Gerente de Mercado, Gerente de Filial e Gerente Nacional de Contas.
Em 2006 José Kobori funda a JK Global Partners, uma empresa de assessoria a processos de Fusões & Aquisições (M&A).
José Kobori também foi professor dos programas de pós-graduação do Instituto Brasileiro de Mercado de Capitais (IBMEC).

## Obras
José Kobori é autor dos livros:
- Análise Fundamentalista - Como Obter uma Performance Superior e Consistente no Mercado de Ações;
- A Fábula do Estado da Ilha - Como a Economia e os Mercados Funcionam;
- Como os Eventos Econômicos Impactam a sua Vida: Como os acontecimentos políticos e econômicos influenciam os seus investimentos e o seu dia a dia.

## Polêmica
Em 2018 José Kobori se torna réu na ação penal derivada da operação Bereré, acusado de ter agido como intermediador de propina paga ao ex-chefe da Casa Civil Paulo Taques e ao advogado Pedro Jorge Taques, ambos primos de Pedro Taques, governador do estado Mato Grosso à época.
José Kobori ficou preso no Centro de Custódia de Cuiabá desde 9 de Maio de 2018 e ganhou liberdade em 27 de Julho de 2018.